# Bornholm (skib fra 1811)
 For alternative betydninger, se Bornholm (flertydig). (Se også artikler, som begynder med Bornholm)
Brigen Bornholm blev bygget i 1811 i Svendborg.
Skibet blev søsat på 28. november 1811 men udgik allerede på 7. juli 1822.
Længde: 99'8", bredde: 28'6", dybde agt: 12'4" og dybde for: 11'6"
Skibet sejlede med 99 mand i besætningen.
Skibet havde 16 stuks 18 pund kanoner, hvoraf 8 lange og 8 korte.
Bornholm blev i 1814 brugt til at sejle Christian 7. fra Kiel til København.